# Loko Polapari
Loko Polapari är ett vattendrag i Indonesien.   Det ligger i provinsen Nusa Tenggara Timur, i den södra delen av landet, 1 400 km öster om huvudstaden Jakarta.